# 韦普 (匈牙利)

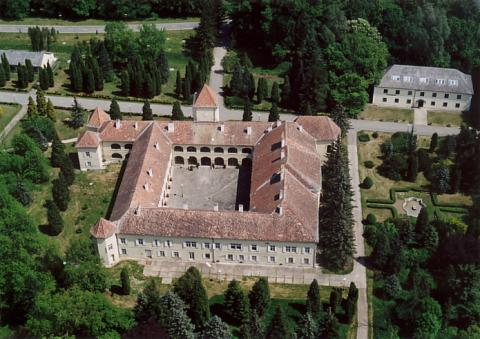

韋普（匈牙利语：Vép）是匈牙利的城鎮，位於該國西部，由沃什州負責管轄，面積32.89平方公里，該地區自石器時代早期已有人類居住，2011年人口3,349，其中約九成居民信奉基督教。

## 外部連結
- Street map （页面存档备份，存于） （匈牙利文）